# Łęki Dukielskie
Łęki Dukielskie is een plaats in het Poolse district  Krośnieński (Subkarpaten), woiwodschap Subkarpaten. De plaats maakt deel uit van de gemeente Dukla en telt 1700 inwoners.